# Падешка чешма
Падешката чешма или Чешма мемориал „Загинали за родината“ е военен паметник чешма, разположена на малък площад в селото. Посветена е на загиналите във войните от 1912 – 1918 година от Падеш.